# Res communis
Res communis és un terme llatina derivat de la llei romana que va precedir els conceptes actuals dels procomuns i el patrimoni comú de la humanitat. Té rellevància al dret internacional i dret anglosaxó.
Al segle vi, els Institutes de Justinià va codificar la llei romana rellevant com: “Per la llei de la naturalesa, aquestes coses són comunes a la humanitat: l'aire, l'aigua corrent, el mar i, en conseqüència, les costes del mar.”
Exemples biològics de res communis inclou peixos i mamífers en alta mar. Normes d'ús del continent antàrtic es van basar en res communis com va ser el desenvolupament de la llei espacial.
Es pot contrastar amb el terme res nullius, el concepte de propietat sense propietari, associat, per exemple, amb terra nullius, el concepte de territori no conegut pel qual l'assentament britànic a Austràlia va ser indubtablement basat en aquest concepte, malgrat ser la llar dels pobles indígenes.